# اولبراموویتسه (ناحیه زنویمو)
اولبراموویتسه (به چکی: Olbramovice) یک منطقهٔ مسکونی در جمهوری چک است که در ناحیه زنویمو واقع شده‌است. اولبراموویتسه ۱۷٫۲۱ کیلومتر مربع مساحت و ۱٬۰۴۴ نفر جمعیت دارد و ۲۰۰ متر بالاتر از سطح دریا واقع شده‌است.